# Tet Arnold von Borsig

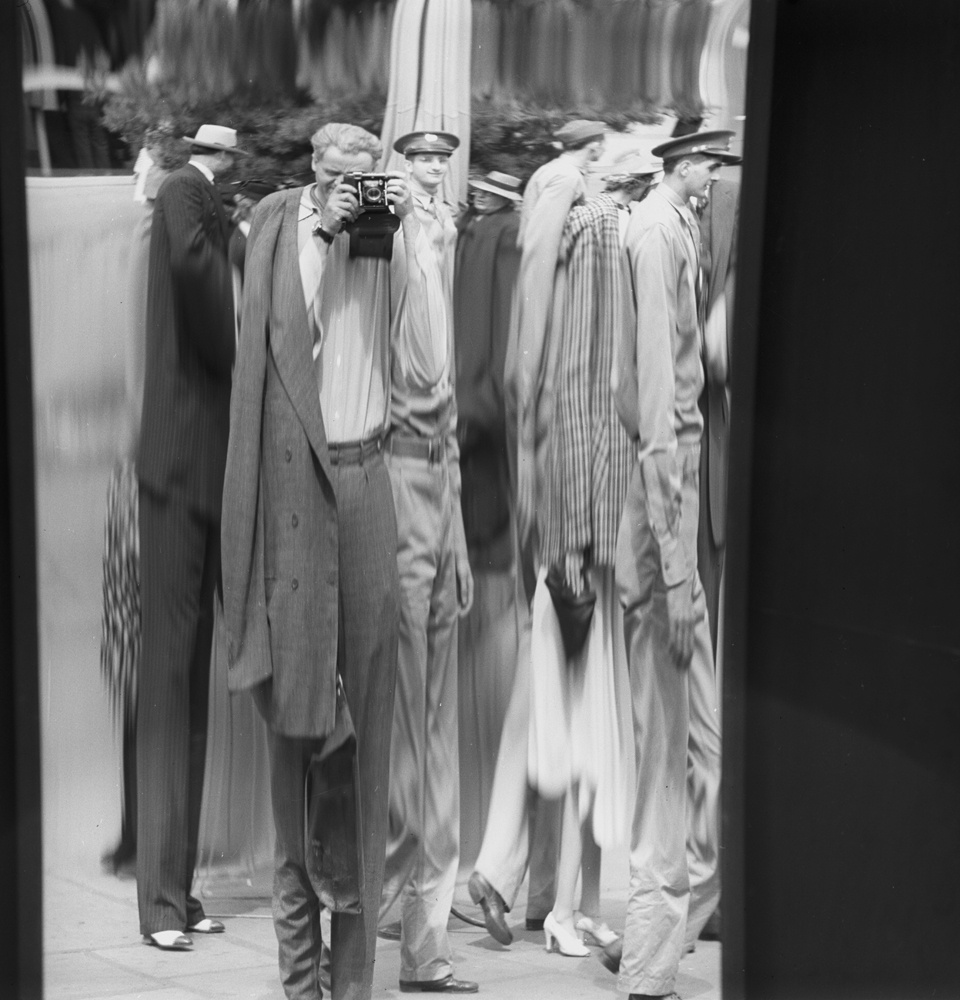
Selbstportrait im Spiegel (New York City, 1940/1942)

Tet Arnold von Borsig (bis 1909 Karl Albert Arnold Borsig; * 27. März 1899 in Berlin; † 14. Januar 1972 in New York City) war ein deutscher Fotograf.

## Leben und künstlerischer Werdegang
Von Borsig wurde als Karl Albert Arnold Borsig am 27. März 1899 in Berlin geboren. Als ältester Sohn des 1909 nobilitierten Großindustriellen Ernst Borsig und Bruder von Ernst von Borsig junior wuchs er in einer für die Familie bis 1913 erbauten Borsig-Villa Reiherwerder in Berlin-Tegel auf. Bereits im Kindheits- und Jugendalter kam von Borsig über das väterliche Fotolabor mit dem Medium Fotografie in Berührung und erlernte den Umgang mit der Kamera. Von einem interessierten, ernsthaften Amateur entwickelte er sich zu einem professionellen Fotografen, der seine Bildkonzeption auf die Veröffentlichung in Form von Fotobüchern ausrichtete.
Nachdem er von 1916 bis 1918 Kriegsdienst geleistet hatte, studierte von Borsig von 1921 bis 1926 Maschinenbau an der Technischen Hochschule Darmstadt. Für den Ingenieur schloss sich ein zweijähriger USA-Aufenthalt zu Studienzwecken an, aus dem er 1928 nach Deutschland zurückkehrte und in die Firma Borsig eintrat. Als Vertreter des Familienunternehmens reiste Borsig, vermutlich gemeinsam mit anderen Repräsentanten der deutschen Industrie, 1930 in die Sowjetunion. Diese Reise dokumentierte er auch fotografisch.

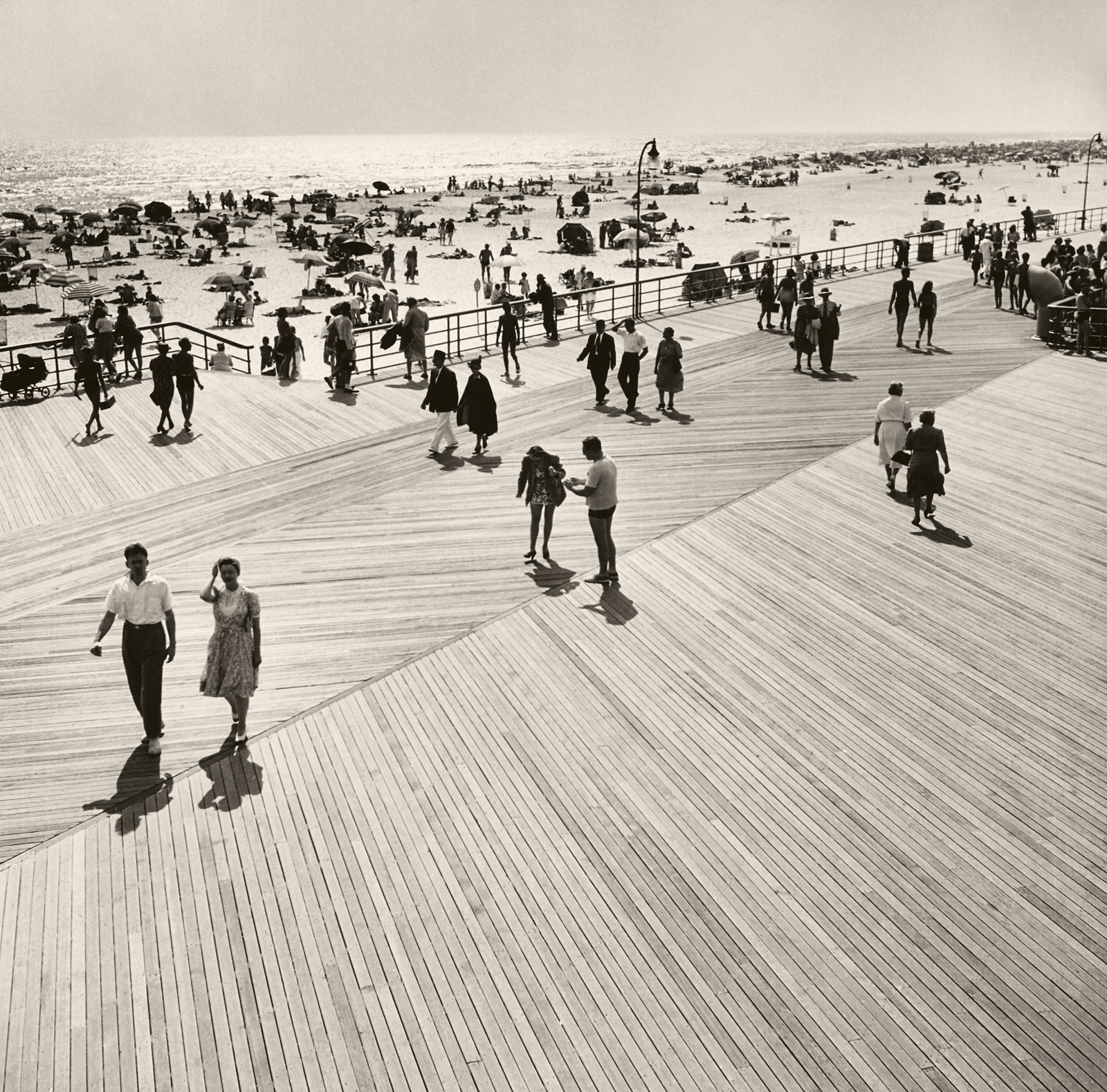
Jones Beach, Long Island (1940/1941)

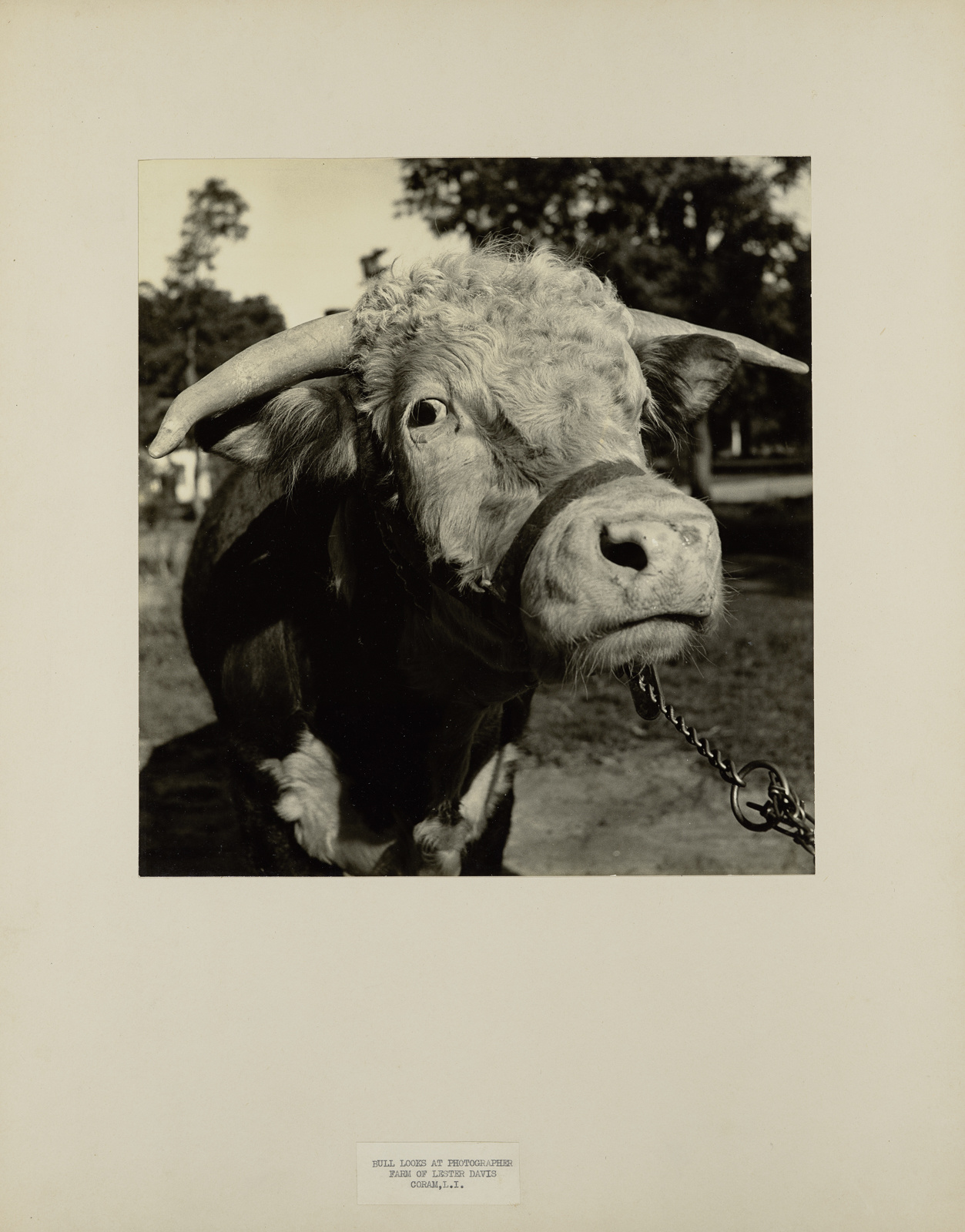
Bull Looks at Photographer (1940/1946)

Bereits während der Studienzeit engagierte sich Borsig politisch und war 1930 mit späteren Akteuren des Widerstands gegen das Nationalsozialistische Regime befreundet. 1934 erfolgte die Emigration nach Italien, wo er Kontakt zum Kunsthistorischen Institut in Florenz knüpfte und mit ersten Aufnahmen der Toskana die ernsthafte Tätigkeit als Fotograf begann. Mit Die Toscana. Landschaft, Kunst und Leben konnte er 1939 sein erstes Fotobuchprojekt für den Verlag Anton Schroll & Co. abschließen. Es kann in seinem Aufbau in die Tradition der Reisebildbände und Fotobücher der 1920er-Jahre gestellt werden und gilt als Vorbild für spätere Fotobuchpublikationen zu romanischen Kirchen in der Toskana und auf Sardinien. Im selben Jahr erfolgte die Emigration nach New York. Mit dem neuen Leben in den USA vollzog sich der Wandel zum Berufsfotografen, so arbeitete Borsig unter anderem als Objektfotograf für das Metropolitan Museum of Art. Konsequent und mit großem Erfolg entstanden zudem freie Arbeiten, die – wie zahlreiche Aufkleber und Notizen auf seinen Ausstellungsabzügen belegen – insbesondere an der Ostküste vielfach ausgestellt wurden. Der frühzeitig selbstgewählte, ungewöhnliche Name „Tet“, mit dem er auch als „Tet Borsig“ seine Abzüge signierte, wurde dort zum Rufnamen.
Die Fotografien Borsigs weisen ein hohes Interesse an Formen und Strukturelementen auf. Sie finden sich in der dokumentarisch, sachlichen Bildsprache der Architekturfotografien in der Toskana. Unbekannte romanische Kirchen, das posthum 1977 veröffentlicht wurde, und ebenso in den detailreichen Pflanzenstudien, wie sie der an Karl Blossfeldts Urformen der Kunst (1928) erinnernde Band Verborgene Kunstformen von 1961 zeigt.
Nach Ende des Zweiten Weltkrieges reiste Borsig regelmäßig aus den USA nach Europa, um zu fotografieren und an seinen Fotobüchern über die Toskana und Sardinien zu arbeiten.
Tet Arnold von Borsig verstarb am 14. Januar 1972 in New York.

## Nachlass
Der Nachlass des Tet Arnold von Borsig, zuvor Depositum im Sprengel Museum Hannover, gelangte 2018 aus Familienbesitz in die Deutsche Fotothek. Das umfangreiche Konvolut umfasst mehr als 11.000 Negative in den Formaten 6 × 6 und 9 × 12 cm auf Kunststoff in Schwarzweiß und Farbe sowie 3.150 Colordiapositive in 6 × 6 und 9 × 12 cm. Außerdem enthält es 6.760 Positive in unterschiedlichen Formaten von Kontakt- und Arbeitsabzügen bis hin zu Ausstellungsprints der 1940er Jahre.
Hinzu kommen rund 1.000 Aufnahmen von seinem Vater Ernst von Borsig in Form von Glasnegativen in den Formaten 9 × 12 und 13 × 18 cm in Schwarzweiß und auch in Farbe aus der Zeit um 1900. Das Fotomaterial wird ergänzt durch schriftliche Unterlagen wie Aufnahmeverzeichnisse, Korrespondenzen, Materialien zu den Publikationen Borsigs sowie Belegexemplare.

## Ausstellungen (Auswahl)
- 2010–2011 Vom Firmenerben zum „Glücklichen Fotografen“. Das Archiv Tet Arnold von Borsig, Sprengel Museum, Hannover
- 1974 Tet Arnold von Borsig 1899–1972 – Photographien aus der Toscana, Venedig, Grado und Aquilleia sowie Pflanzenformen, Kunsthalle Bielefeld
- 1973 Tet A. von Borsig – Fotografien, Neue Nationalgalerie, Berlin
- 1961 Long Island – Das Gesicht der Insel vor New York, Staatliche Landesbildstelle Hamburg (weitere Stationen: Pirmasens und Stadtbildstelle Bremerhaven, Bibliothek Morgensternmuseum)
- 1952 Botanischer Garten, New York
- 1946 Tet Borsig, Long Island, Brooklyn Museum New York

## Publikationen (Auswahl)
- Vom Firmenerben zum „glücklichen Fotografen“, Ausstellungskatalog, hrsg. vom Sprengel-Museum Hannover. Hannover 2010
- Sardinien, München 1977[2]
- Mit Roberto Salvini (Text): Toskana. Unbekannte romanische Kirchen, München 1973 (2. Aufl. 1977; 3. Aufl. 1982)
- Verborgene Kunstformen, Berlin-Grunewald 1961 (Online-Ausgabe)
- Tuscany (englische Ausgabe), London 1955 (2. Aufl. London 1956)
- Mit Anneliese von Borsig (Hg.) und Carl Georg Heise (Text): Plastik, Gemälde, Aquarelle und Zeichnungen der Sammlung Walter Bauer, Berlin um 1950 (Beschränkte Aufl. nicht für den Handel)
- Alan Priest: Chinese sculpture in the Metropolitan Museum of Art, Mit Fotografien von Tet Borsig, New York, Metropolitan Museum of Art, 1944 (Reprint New York 1974)
- Die Toscana. Landschaft, Kunst und Leben im Bild, Wien 1939 (2. Aufl. 1940; 3., durchges. u. erg. Aufl. 1948; 4. Aufl. 1954; 5., neu bearb. Aufl. 1964)